# Tesfaye Jifar
Tesfaye Jifar( Etiópia, 23 de abril de 1976) é um corredor de longas distâncias etíope.
Venceu a Maratona de Nova York (2001) e a Corrida de São Silvestre (2001).